# Push (Album)
Push ist das fünfte Soloalbum des Rappers Afrob aus dem Jahr 2014.

## Hintergrund
Push ist das erste Afrob-Album seit fünf Jahren. Das letzte Album, Der Letzte seiner Art, erschien 2009. In der Zeit war Afrob mit seinem Umzug von Stuttgart nach Berlin beschäftigt. Zwischen 2011 und 2013 arbeitete er an Max Herres Projekt MTV Unplugged Kahedi Radio Show mit. Währenddessen begann er die Arbeiten am Album. Dabei wählte er zuerst die Beats aus. Auf deren Basis entschied der Rapper sich anschließend für den Inhalt seiner Songs.
Das Album erschien bei One Shotta Records und wird über Soulfood vertrieben.

## Produktion
An der Produktion des Albums waren verschiedene Produzenten beteiligt: Rik Marvel, DJ Phono, Iamnobodi, DJ Rocky, Croup, Malik Quality und DJ Derezon. Afrob selbst übernahm die Rolle des Executive Producers. Mixing und Mastering erfolgten von Peter Hoff und Torsten Bader von Benztown Productions.
Das Album enthält acht Songs mit Gastauftritten. Auf R.I.P. ist Megaloh vertreten. Afrobs Weggefährte Samy Deluxe steuerte eine Strophe des Songs Schwerer Anschlag bei. Auf Zeit beteiligt sich der Produzent DJ Phono auch am Sprechgesang. Max Herre aus Stuttgart trug zum Song Ruf deine Freunde an bei. Newcomer Der Stamm ist auf Fuss in der Tür beteiligt. She-Raw wirkte bei Ich mag an Dir mit. Zwei Künstler, Telly Tellz sowie Asmarina Abraha, trugen zu 808 Walza bei. Afrobs Bruder beteiligte sich als Habesha bei Lampedusa mit Strophe und Hook auf tigrinisch.

## Singles
Als erste Single erschien der Song Immer weiter. Die Premiere erfolgte am 21. Februar 2014 auf 16BARS.TV. Der Song wurde nur als Download veröffentlicht. Auf dem dazugehörigen Album finden sich außerdem die A-Cappella-Version des Songs sowie eine Live-Aufnahme des Songs Wo sind die Rapper hin? aus dem vorherigen Studioalbum Der Letzte seiner Art.
Die zweite Single heißt R.I.P. Als Feature-Gast beteiligte sich der Berliner Rapper Megaloh. Sie wurde am 2. Mai 2014 veröffentlicht. Die Premiere fand ebenfalls auf 16BARS.TV statt.

## Titelliste
| Professionelle Bewertungen | Professionelle Bewertungen |
| -------------------------- | -------------------------- |
| Kritiken                   |                            |
| Quelle                     | Bewertung                  |
| Ampya                      | [ 5 ]                      |
| laut.de                    | [ 6 ]                      |

| #  | Titel                          | Gastbeiträge                 | Produzent            | Länge |
| -- | ------------------------------ | ---------------------------- | -------------------- | ----- |
| 1  | Immer weiter                   | —                            | Rik Marvel           | 3:36  |
| 2  | R.I.P.                         | Megaloh                      | DJ Phono             | 4:14  |
| 3  | Wer bin ich?                   | —                            | DJ Phono             | 4:04  |
| 4  | Schwerer Anschlag              | Samy Deluxe                  | n. a.                | 4:36  |
| 5  | Zeit Intro                     | —                            | DJ Phono, Rik Marvel | 0.41  |
| 6  | Zeit                           | DJ Phono                     | DJ Phono, Rik Marvel | 4:05  |
| 7  | Ruf deine Freunde an           | Max Herre                    | Iamnobodi            | 4:21  |
| 8  | Freundschaft +                 | —                            | Rik Marvel           | 4:10  |
| 9  | Keine Gefangenen               | —                            | DJ Rocky             | 3:55  |
| 10 | Push                           | —                            | DJ Rocky             | 4:44  |
| 11 | Fuss in der Tür                | Der Stamm                    | Croup                | 5:13  |
| 12 | Ich mag an Dir                 | She-Raw                      | Rik Marvel           | 5:09  |
| 13 | 808 Walza                      | Telly Tellz, Asmarina Abraha | Malik Quality        | 3:23  |
| 14 | Jeder geht                     | —                            | DJ Derezon           | 5:03  |
| 15 | Von Pfaffenäcker ins Märkische | —                            | Malik Quality        | 3:06  |
| 16 | Lampedusa                      | Habesha                      | DJ Derezon           | 5:01  |